# Paul McCandless
Paul Brownlee McCandless, Jr. (født 24. marts 1947) i Indiana, Pennsylvania, USA) er en amerikansk oboist, engelskhornist og saxofonist.
Mccandless spillede først klassisk musik, men slog over i rytmisk musik da han hørte John Coltrane.
Han spillede først i Paul Winters Consort og var med til at danne worldmusik-gruppen Oregon i 1970.
Han spiller foruden sine hovedinstrumenter også blikfløjte, basklarinet og elektronisk EWI-saxofon.
Han er en af de få i jazzen, som har dyrket oboen som sit hovedinstrument.

## Udvalgt diskografi i eget navn
- All The Morning Brings - (1979)
- Heresay - (1990)
- Premonition - (1992)
- ShapeShifter - (2004)